# Christian Da Silva
Christian Da Silva, né le 26 juin 1937, à Decazeville, et mort le 26 juin 1994, est un poète français, appartenant au courant de la « Poésie pour vivre », animateur de la revue Verticales 12. Enseignant, revendiquant une manière de « vivre la poésie au quotidien », il a milité pour que la poésie contemporaine soit étudiée dans le milieu scolaire. 

## Biographie
Christian Da Silva, d'origine portugaise, est né en 1937 à Decazeville, où il devient quelques années plus tard enseignant au collège. Il devient ensuite conseiller en formation continue au GRETA du Rouergue et réside près de Villefranche-de-Rouergue avec son épouse Éliane. Il y fonde la revue Villefranche en poésie. 

## Réception de l’œuvre
Robert Sabatier vante chez Da Silva une poésie où « le quotidien devient sujet à métaphore », où « la sensualité du corps féminin rejoint celui du paysage »,  un regard « vif, rapide, spontané » et une « sensibilité en éveil ». Pour Joseph-Paul Schneider, Da Silva « s’inscrit incontestablement dans cette tradition des poètes méditerranéens qui, loin de se bercer de leur propre, ont choisi de s’interroger, d’interroger sans cesse l’immense attente du monde ».

## Liste des œuvres
- Cendres sera mon aube, 1968
- Et pour toute semence, 1969
- Au regard des pierres, 1971
- Fêlure du jour, 1972
- Sang et racines, 1973
- Le Jour aux emblavures, 1974
- La Blanche promesse de l'os, 1975
- Langage à deux mains sur la glaise, 1975
- D'un autre exil, 1976
- L'Octobre seul, 1978
- D'objets sur le papier voyeur, 1980
- Fenils de hautes marées, 1982
- Le Dit de l'arbre, 1987

## Sources
- D. L, « Christian Da Silva, chantre de la poésie », sur La Dépêche, 21 janvier 2018
- Anne-Marie Bernard, « L'Espace poétique : Christian Da Silva (1937-1994), un passeur en poésie », Les Cahiers de la belle vallée du Lot, no 8,‎ 2017
- César Birene, « Christian Da Silva », sur Les Hommes sans épaules
- Robert Sabatier, La poésie du Vingtième siècle, vol. III - Métamorphoses et modernité, Paris, Albin-Michel, 1988 (ISBN 2-226-03398-X), « VII - 2 - Poésie pour vivre », p. 394-401